# اسکایلایت (آرکانزاس)
اسکایلایت (به انگلیسی: Skylight) یک منطقهٔ مسکونی در ایالات متحده آمریکا است که در شهرستان واشینگتن، آرکانزاس واقع شده‌است. اسکایلایت ۵۴۲ متر بالاتر از سطح دریا واقع شده‌است.